# Niphargus hrabei
Niphargus hrabei là một loài giáp xác thuộc họ Niphargidae. Nó được tìm thấy ở Áo, Croatia, Hungary, România, Nga, Serbia và Montenegro, Slovakia, và Ukraina.